# Redditch
Redditch är en stad i grevskapet Worcestershire i England. Staden är huvudort i distriktet med samma namn och ligger cirka 20 kilometer söder om centrala Birmingham. Tätortsdelen (built-up area sub division) Redditch hade 81 919 invånare vid folkräkningen år 2011. Den romerska vägen Icknield Street går öster om staden.
Från 1934 tillverkades här anglepoise-lampan av Herbert Terry & Sons. 

## Kända personer från Redditch
- John Bonham, trumslagare i Led Zeppelin
- Harry Styles, medlem i popgruppen One Direction